# 债券基金
债券基金是以债券为主要投资标的的共同基金，绝大多数债券基金以开放式基金形态发行。债券基金可以視為多種債券的投資組合。债券基金收益稳定、风险较小，相對於股票基金风险更低，收益比銀行存款更高。不過债券基金也會有波动，有时候會出現负收益，流動性和穩定性不如貨幣基金。由于债券投资管理简单，债券基金的管理费相对较低。
债券基金按照是否能够投资股票市场，它還可以細分为纯债基金、一级债基和二级债基：

### 纯债基金
如果基金全部投资债券，那么这种债券基金就是纯债基金。主要投资国债、政府债券的纯债基金叫作利率债基金。這類債券基金風險較低。投资企业债券、公司债的纯债基金被稱為信用债基金，由於公司存在违约风险，这类债券的风险会比较大。主要投资可轉換債券的纯债基金被稱為可转债基金。可转债基金与股市的相关性很大，波动远比其他的债券基金大。

### 一级债基
如果基金投资债券的同時参与一级市场的新股申購，这种债券基金称为一级债基。2012年，中国证券业协会取消了新股申購资格，中國大陸的一级债基實際上已不存在。

### 二级债基
如果基金投资债券的同時参与投资二级市场，这种债券基金被称为二级债基。不过股票的持仓最多不超过基金资产的20%。
股票配置越多，波动和风险也就越大，所以纯债基金波动和风险相對較低，二级债基波动和风险相對較高。